# Massendrucksache
Vom 1. April 1925 an waren anschriftlose unverschlossene Massendrucksachen (Wurfsendungen), die an beliebige Gattungen von Empfängern, z. B. sämtliche Haushaltungen, offene Geschäfte, bestimmte Berufsklassen, ausgehändigt werden sollen, unter bestimmten Bedingungen versuchsweise zur Verteilung durch die Post zugelassen.
Nach dem Zweiten Weltkrieg wurde der Begriff Massendrucksache neu definiert. Seit dem 1. Juli 1954 durfte man gewöhnliche Sendungen als Massendrucksachen versenden. Der Grundgedanke dieser Neuerung war, dass die Versender von größeren Mengen an Drucksachen bestimmte Vorarbeiten (Ordnen, Bündeln etc.) leisten und dafür eine Gebührenermäßigung erhalten. Der Inhalt der Massendrucksache musste aus gleichen Druckstücken bestehen. Proben, Muster oder kleine Werbeartikel konnten ihnen beigelegt werden. Einschreiben, Nachnahme, Eilzustellung und Rohrpostbeförderung waren unzulässig. Nach der DDR und Ost-Berlin sowie im Verkehr mit dem Saarland (bis zum 15. Juli 1955) waren sie nicht zugelassen. Ansonsten galten die Bestimmungen für Drucksachen. Es war eine Mindeststückzahl von Gesamteinlieferung und je Postanstalt vorgeschrieben. „Massendrucksache“ wurde als § 8a in die Postordnung aufgenommen.
In einer Verwaltungsanweisung heißt es: Massendrucksachen können nur bei Postämtern (einschl. Zweigpostämtern) eingeliefert werden. Über die für Massendrucksachen entrichtete Gebühr wird auf Antrag gebührenfrei eine Bescheinigung erteilt. Der Absender hat hierfür ein Doppel der Einlieferungsliste vorzulegen, in der der Gebührenbetrag angegeben ist. Das Doppel wird unterhalb der Angabe des Gebührenbetrags mit dem Tagesstempel versehen. Für Sendungen, die nicht den Vorschriften des § 8a der Postordnung entsprechen, wird das Eineinhalbfache des Fehlbetrages vom Absender als Nachgebühr erhoben.
Es war ab 1954 – zunächst versuchsweise – zugelassen, dass Massendrucksachen mit dem Absenderfreistempler bedruckt werden können, wobei neben dem Gebührenstempelfeld (nur in der Nullstellung) der Vermerk „Gebühr bezahlt“ erscheinen musste. Vom 1. Oktober 1969 an musste der Freistempelabdruck zur Bezeichnung der Sendungsart Massendrucksachen den Zusatz „Gebühr bezahlt“ links neben dem Gebührenstempel tragen.
Mit der neuen Postordnung vom 1. März 1964 wurde in den einzelnen Gewichtstufen nicht mehr zwischen Sendungen, die nach Leitbereichen (Leiträume, Leitgebiete) oder nach gleichen Postleitzahlen (Bestimmungsorten) geordnet sind, unterschieden. Neu war die Standardmassendrucksache bis 20 g. Im Jahre 1974 wurden die Bedingungen erneut geändert.

Mittig: Stempel für Massendrucksache “Model B 1 der Postalia GmbH in Offenbach”

Um die Attraktivität der Massendrucksache zu steigern, war es vom 11. Januar 1979 an erlaubt worden, Massendrucksachen mit Postwertzeichen freizumachen und vom Absender zu stempeln. Solche Massendrucksachen waren mit der Absenderstempelmaschine zu stempeln, wobei die Postwertzeichen mit einem Stempelabdruck in schwarzer Farbe nach nebenstehendem Muster zu entwerten waren. Die Stempelabdrucke der Maschinen einiger Hersteller wichen aus technischen Gründen in der Größe geringfügig von dem vorstehenden Muster ab.
Am 1. Juli 1982 trat eine weitere Änderung in Kraft. Bei Standardmassendrucksachen und Massendrucksachen bis 500 g hatte der Absender nun die Möglichkeit, durch Übernahme weitergehender Vorverteilung innerhalb der Postleitzahlen günstigere Gebührensätze zu erlangen. Für Sendungen über 500 g wurden die Bestimmungen über die Vorverteilung angepasst.
Zum 1. April 1989 wurde es noch komplizierter. Immerhin konnten Massendrucksachen über 30 bis 500 g, sofern sie dazu geeignet waren, ohne Umhüllung oder Streifband eingeliefert werden. Die Standardmassendrucksache in Form einer einfachen Postkarte kam hinzu.
Seit dem 1. April 1989 (Weltpostkongress in Tokio) waren Massendrucksachen im Verkehr mit dem Ausland zugelassen. Das führte zur Änderung der Verordnung über die Gebühren im Post- und Fernmeldewesen mit der Deutschen Post der DDR.
Ab 26. April 1990 war die Einlieferung von Massendrucksachen an Empfänger im Bereich der Deutschen Post der DDR zugelassen. Es galten die Gebühren für den Bereich der Deutschen Bundespost.
Nach der Grenzöffnung am 9. November 1989 (DDR Richtung Bundesrepublik) und am 22. Dezember 1989 (Bundesrepublik Richtung DDR) kam es am 1. Juli 1990 zur Währungsunion zwischen der Bundesrepublik und der DDR. Gleichzeitig wurde die Post der DDR mit der Bundespost verschmolzen. 
In den Allgemeinen Geschäftsbedingungen der Deutschen Bundespost POSTDIENST für den Briefdienst Inland zum 1. Juli 1991 ist unter Geltungsbereich zu lesen: Diese Allgemeinen Geschäftsbedingungen für den Briefdienst (Inland) gelten für die vertraglichen Rechtsbeziehungen zwischen der Deutschen Bundespost POSTDIENST und ihren Kunden im Dienstleistungsbereich Briefdienst (Inland). Sie gelten daher für das Verkehrsgebiet West (alte Bundesländer) und das Verkehrsgebiet Ost (neue Bundesländer). Im Verkehr mit dem Verkehrsgebiet Ost und innerhalb des Verkehrsgebiets Ost sind wegen der vorübergehend eingeschränkten Leistungsfähigkeit in Teilbereichen Sonderregelungen erforderlich, auf die in den betreffenden Abschnitten in Kursivschrift besonders hingewiesen wird. Es sind dies: 1) Massendrucksachen in das Verkehrsgebiet West und Massendrucksachen in das Verkehrsgebiet Ost können vorerst nicht zu einer Einlieferung zusammengefasst werden. Auch die o. a. Mindestmengen sind je Verkehrsgebiet getrennt zu ermitteln. Vom 9. Januar 1992 an war es zulässig, Massendrucksachen in das Verkehrsgebiet West (VGW) und das VG-Ost zu einer Einlieferung zusammenzufassen. Bei Massendrucksachen an Empfänger im Verkehrsgebiet Ost war damals das Anschriftenverfahren nicht möglich.
Seit dem 1. September 1993 gehören Massendrucksachen nicht mehr zum Angebot der Deutschen Bundespost. An ihre Stelle trat die Sendungsart Infopost. Einlieferer dieser Sendungsart wurden regelmäßig zur Schulung durch Fachkräfte der Post eingeladen. Dort erlernten sie die Berechnung des Portos über eine mathematische Formel und Möglichkeiten zur Erlangung von Ermäßigungen. Massenversendungen über 4 kg Gewicht wurden als „Infopost-Schwer“ bezeichnet. Die Formel zur Portoberechnung für eine Sendung über 4 kg lautete zu Zeiten der Deutschen Mark: (Gewicht in ganzen Gramm − 4.000) × 0,035 + 450 Pfg. = zu zahlende Gebühr.